# Metileo
Metileo é um município da província de La Pampa, na Argentina.